# Сен-Жёр-д’Андор
Сен-Жёр-д’Андо́р (фр. Saint-Jeure-d'Andaure, окс. Sant Jeure d'Andaure) — коммуна во Франции, находится в регионе Рона — Альпы. Департамент коммуны — Ардеш. Входит в состав кантона Сент-Агрев. Округ коммуны — Турнон-сюр-Рон.
Код INSEE коммуны — 07249.

## Население
Население коммуны на 2008 год составляло 92 человека.
| 1962 | 1968 | 1975 | 1982 | 1990 | 1999 | 2008 |
| ---- | ---- | ---- | ---- | ---- | ---- | ---- |
| 181  | 234  | 176  | 143  | 94   | 96   | 92   |

## Экономика
В 2007 году среди 55 человек в трудоспособном возрасте (15—64 лет) 36 были экономически активными, 19 — неактивными (показатель активности — 65,5 %, в 1999 году было 60,7 %). Из 36 активных работали 34 человека (22 мужчины и 12 женщин), безработными были 2 мужчин. Среди 19 неактивных 3 человека были учениками или студентами, 9 — пенсионерами, 7 были неактивными по другим причинам.

## Достопримечательности
- Галерея современного искусства «Ле-Бессе», занимающая площадь 25 га